# Tidningen Pops lista över världens hundra bästa skivor
Tidningen Pops tionde nummer kom ut i november 1994 och bestod i sin helhet av en lista över världens hundra bästa skivor. Listan röstades fram av tidningens medarbetare och varje framröstad skiva presenterades med en utförlig text om albumets tillkomst, artistens inspirationskällor och albumets betydelse för efterföljande artister. Varje framröstat album åtföljdes med tre kompletterande album. 
Trots det globala anspråket är 99 av 100 skivor från den engelskspråkiga världen; därtill är Asien, Afrika, Australien och Sydamerika inte representerade alls. Värt att notera är också att inga kvinnor medverkade i omröstningen, utan listan sammanställdes enbart av män.

## De första tio skivorna på listan
1. Sly and the Family Stone – There's a Riot Goin' On (1971)
2. John Lennon / Plastic Ono Band (1970)
3. The Clash – London Calling (1979)
4. The Wailers – Soul Revolution (1971)
5. The Rolling Stones – Exile on Main St. (1972)
6. Elvis Presley – From Elvis in Memphis (1969)
7. Aretha Franklin – Spirit in the Dark (1970)
8. Primal Scream – Screamadelica (1991)
9. Creedence Clearwater Revival – Willy and the Poor Boys (1969)
10. The Ronettes – Presenting the Fabulous Ronettes, Featuring Veronica (1964)

## I juryn
- Christian Bartholdson
- Per Bjurman
- Terry Ericsson
- Jan Gradvall
- Kjell Häglund
- Andres Lokko
- Pietro Maglio
- Lars Nylin
- Hans Olofsson
- Lennart Persson
- Stebastian Stebe
- Fredrik Strage
- Marcus Törncrantz
- Micke Widell

## Statistik
- 1950-talet: 3 album
- 1960-talet: 33 album
- 1970-talet: 43 album
- 1980-talet: 14 album
- 1990-talet: 7 album

- 1956–1960: 4 album
- 1961–1965: 9 album
- 1966–1970: 28 album
- 1971–1975: 26 album
- 1976–1980: 13 album
- 1981–1985: 5 album
- 1986–1990: 9 album
- 1991–1994: 6 album

- 1969: 10 album
- 1971: 7 album
- 1972: 7 album
- 1975: 7 album
- 1968: 5 album
- 1970: 5 album
- 1977: 5 album